# Đàn thảo Hungary
Đàn thảo Hungary (danh pháp khoa học: Elatine hungarica) là một loài thực vật có hoa trong họ Elatinaceae. Loài này được Moesz mô tả khoa học đầu tiên năm 1908.